# Rogers Cup 2004
Rogers Cup 2004 — профессиональный теннисный турнир, проводившийся в Монреале и Торонто, Канада на хардовых кортах. Мужской турнир проводился в 115-й раз в рамках серии ATP 1000; женское же соревнование проводилось в 103-й раз и относилось к 1-й категории WTA. Соревнование традиционно проводится на открытых хардовых кортах. Мужской турнир в этом году проводился в Торонто, а женский — в Монреале. Соревнования прошли с 26 июля по 1 августа для мужчин и со 2 по 8 августа для женщин.

## Соревнования

### Мужчины одиночки
Роджер Федерер обыграл  Энди Роддика со счётом 7-5, 6-3.
- Федерер выиграл 8-й одиночный титул в сезоне и 19-й за карьеру в основном туре ассоциации.
- Роддик сыграл 7-й одиночный финал в сезоне и 22-й за карьеру в основном туре ассоциации.

### Женщины одиночки
Амели Моресмо обыграла  Елену Лиховцеву со счётом 6-1, 6-0.
- Моресмо выиграла 3-й одиночный титул в сезоне и 13-й за карьеру в туре ассоциации.
- Моресмо 2-й раз выиграла местный турнир (до этого в 2002 году).
- Лиховцева сыграла 1-й одиночный финал в сезоне и 7-й за карьеру в туре ассоциации.

### Мужчины пары
Махеш Бхупати /  Леандер Паес обыграли  Йонаса Бьоркмана /  Максима Мирного со счётом 6-4, 6-2.
- Бхупати выиграл 5-й парный титул в сезоне и 36-й за карьеру в основном туре ассоциации.
- Бхупати 3-й раз выиграл местный турнир (до этого в 1997 и 2003 годах).
- Паес выиграл 3-й парный титул в сезоне и 30-й за карьеру в основном туре ассоциации.
- Паес 2-й раз выиграл местный турнир (до этого в 1997 году).

### Женщины пары
Синобу Асагоэ /  Ай Сугияма обыграли  Тамарин Танасугарн /  Лизель Хубер со счётом 6-0, 6-3.
- Асагоэ выиграла 2-й парный титул в сезоне и 4-й за карьеру в туре ассоциации.
- Сугияма выиграла 1-й парный титул в сезоне и 29-й за карьеру за карьеру в туре ассоциации.